# Adeline Lamarre
Pour les articles homonymes, voir Lamarre.
 (octobre 2018).
Si vous disposez d'ouvrages ou d'articles de référence ou si vous connaissez des sites web de qualité traitant du thème abordé ici, merci de compléter l'article en donnant les références utiles à sa vérifiabilité et en les liant à la section « Notes et références ».
Adeline Lamarre, née en 1977 à Québec dans la province de Québec (Canada) est une artiste québécoise. 

## Biographie
Adeline Lamarre exerce depuis 2000 les métiers de scénariste, dessinatrice, éditrice et productrice de bande dessinée.
Artiste peintre, elle pratique également l'art du bodypainting et de la cartomancie.
Depuis avril 2008, elle publie esquisses, planches de bandes dessinées et autres formes d'art sur son blog.
En 2011, elle fonde à Montréal la galerie d'art Le repaire des 100 talents. 

## Œuvres publiées
- Chimeris - Vaar (2010), bande dessinée,  (ISBN 978-2-9808174-7-2)
- Chimeris - Sirus (2008), bande dessinée,  (ISBN 978-2-9808174-5-8)
- Evagruss - L'enfer de Dante (2006), bande dessinée,  (ISBN 978-2-9808174-4-1)
- Mandragora IV - La faille (2005), bande dessinée par Ecarlate,  (ISBN 978-2-9808174-3-4)
- Mandragora III - Les errances (2003), bande dessinée par Ecarlate,  (ISBN 978-2-9808174-2-7)
- Mandragora II - La malédiction (2002), bande dessinée par Ecarlate,  (ISBN 978-2-9808174-1-0)
- Mandragora I - Les rêveurs (1re éd. 2002, 2e éd. 2003), bande dessinée par Ecarlate,  (ISBN 978-2-9808174-0-3)

## Expositions solo et collectives
- NA ZDRAVJE!, Collectif - Premier anniversaire de l'Usine 106U, Usine 106U, Montréal, 4 au 30 mars 2008
- Vyes, Exposition solo - Fin de maîtrise, Galerie des arts visuels, Pavillon de la Fabrique, Québec, 18 au 24 juin 2007
- La Bande s'annonce, Collectif des finissant de la maîtrise, Galerie des arts visuels, Pavillon de la Fabrique, Québec, 8 au 25 mars 2007
- Symboloïde, Exposition solo - Rétrospective, Atelier Légend'Art, GreenField Park, 10 juin au 10 août 2006
- À Priori, Collectif des finissants en arts plastiques de l'université Laval, Pavillon de la Fabrique, Québec, 27 mai au 12 juin 2005
- L'Antre 2 mondes, Collectif d'art fantastique, Salle d'exposition de l'université Laval, Québec, 12 au 23 avril 2004
- Oser, Collectif des étudiants au certificat en art, Salle d'exposition de l'université Laval, Québec, 22 avril au 2 mai 2003
- La Fabrique, Collectif des étudiants en art, Salle d'exposition de l'université Laval, Québec, 13 au 24 janvier 2003
- Hors d’œuvre, Collectif des étudiants en art, Salle d'exposition de l'université Laval, Québec, 11 au 22 novembre 2002
- Exposition collective des professeurs, Maison Blanchette, Cap-Rouge, 20 août au 24 septembre 2002
- Exposition collective des professeurs, Maison Blanchette, Cap-Rouge, fin avril 2002
- Exposition collective des professeurs, Maison Blanchette, Cap-Rouge, 21 août au 24 septembre 2001